# Aleksey Kuznetsov
Aleksey Kuznetsov (1929-2003) est un ancien fondeur soviétique.

## Palmarès

### Jeux olympiques
| Épreuve / Édition | Squaw Valley 1960 |
| 30 km             | 8e                |
| 50 km             | 15e               |
| 4 × 10 km         | Bronze            |

### Championnats du monde
| Épreuve / Édition | Falun 1954 | Zakopane 1962 |
| 4 × 10 km         | Argent     | Bronze        |